# Vincenzo Barba
Vincenzo Barba (Gallipoli, 12 novembre 1952) è un politico e imprenditore italiano, che opera nel commercio di prodotti petroliferi nel settore marittimo con la società Nuova AnPa.

## Biografia
Ragioniere e perito commerciale, in questa veste partecipa a varie commissioni governative e provinciali. È titolare e unico firmatario della Nuova AnPa, esercente il commercio di prodotti petroliferi in tutti i porti d'Italia e nel mondo, dal 2002 al 2009 è stato presidente del Gallipoli srl, che alla fine del campionato Lega Pro Prima Divisione 2008-2009 ha condotto ad una storica promozione in Serie B.

### Politica
Alle elezioni suppletive del 24 e 25 ottobre 2004 si è candidato alla Camera dei deputati nel collegio di Casarano: sostenuto dalla Casa delle Libertà, dal Nuovo PSI, da Alternativa Sociale e dai Radicali ottenne il 40,1% dei voti e venne sconfitto dal rappresentante dell'Ulivo Lorenzo Ria.
Nella Legislatura seguente è stato Senatore della Repubblica Italiana nel Gruppo di Forza Italia (membro della Commissione permanente turismo, industria e commercio), è stato Consigliere Regionale pugliese nella formazione "La Puglia Prima di Tutto", appoggiando la candidatura alla presidenza della Regione del Presidente della Giunta Regionale Raffaele Fitto. All'esito delle elezioni comunali del 2006 è divenuto sindaco di Gallipoli con una maggioranza di centrodestra.
Il 6 giugno 2007 la giunta Barba è caduta, a causa di otto consiglieri di minoranza e cinque della maggioranza che hanno rassegnato le loro dimissioni. Di conseguenza il senatore ha rinunciato a candidarsi a sindaco della città di Gallipoli per le elezioni comunali del maggio 2008, ma ha comunque appoggiato il candidato del PdL, che è risultato poi vincitore.
Nelle elezioni politiche del 13 e 14 aprile 2008 è stato candidato alla Camera dei deputati per il Popolo della Libertà nella circoscrizione XXI (Puglia), riuscendone eletto.

### Calcio
Nel 2002 Barba rileva il Gallipoli e in sette anni conduce la squadra dall'Eccellenza alla serie C1.
Nel maggio del 2009 il Gallipoli ottiene la promozione in Serie B. Nonostante le promesse ambiziose pronunciate in occasione dei festeggiamenti, ben presto Barba si trova a fronteggiare la mancanza di capitale necessaria ad allestire una squadra adeguata alla Serie B. 
Ciò nonostante, il 7 luglio 2009 Barba riesce a iscrivere la squadra alla Serie B e chiede aiuto agli imprenditori locali. All'inizio di agosto circolano voci di un accordo tra Barba e il dirigente Luca Pagliuso, che verrebbe designato direttore generale, con la conferma di Giannini come allenatore, ma la situazione non si sblocca e le contestazioni dei tifosi si fanno più forti. La situazione si risolve l'11 agosto, quando Barba in un comunicato esprime amarezza e ufficializza la cessione del pacchetto azionario del club a una cordata di imprenditori friulani.
Al termine di una stagione travagliata segnata da una perdurante crisi societaria, per il Gallipoli Calcio, oberato da un debito di 5 milioni di euro, viene presentata istanza di fallimento.